# Kappebavian
Kappebavianen (Papio hamadryas) lever på åbne stepper, bjergsider og ørkener i det østlige Afrika, i lande som Etiopien, Sudan og Somalia. Den er endvidere udbredt i det sydvestlige Arabien.
Kappebavianerne lever sammen i flokke som tæller en han, seks til otte hunner og deres unger.
Disse mindre grupper er organiseret i større enheder, og de største flokke tæller op til 700 individer. Det er især om natten, at kappebavianerne drager fordel af sikkerheden i de store flokke, for det er på den tid af døgnet at bavianernes værste fjende, leoparden, går på jagt.
Kappebavianhunnen får en unge efter en drægtighedsperiode på 170-173 dage.